# Aleksandar Blašković
Aleksandar Blašković (1929 – 5 maggio 2020) è stato un cestista jugoslavo.

## Carriera
Con la Jugoslavia disputò due edizioni dei Campionati del mondo (1950, 1954) e due dei Campionati europei (1953, 1955).